# Lambert de Hondt

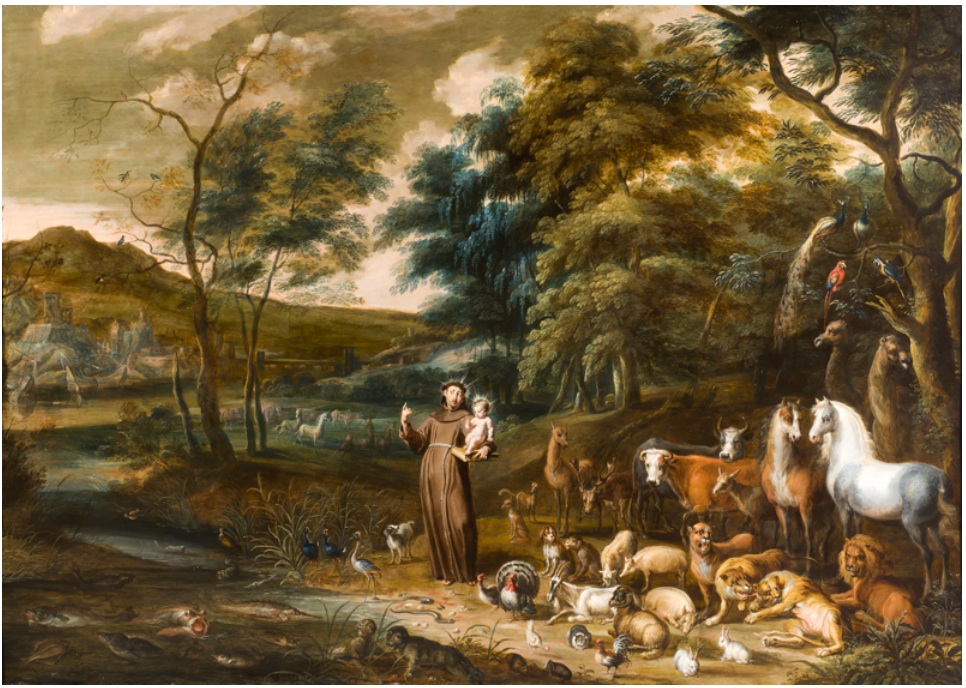
San Francesco con gli animali, un dipinto realizzato con Willem van Herp

Lambert de Hondt, talvolta indicato come Lambert de Hondt il vecchio o Lambert de Hondt I (Anversa, 1620 – Bruxelles, 1664), è stato un pittore fiammingo noto in particolare per le sue scene di battaglia e per i dipinti paesaggistici..

## Biografia
Della vita di de Hondt si sa ben poco prima dell'inizio della sua attività. Egli è indicato nei primi registri come lavorante a Mechelen. Talvolta viene confuso nelle attribuzioni con un altro artista che era solito firmare i suoi quadri come L. de Hondt col quale ad ogni modo sussistono evidenti differenze al punto che il primo viene chiamato il vecchio e l'altro il giovane. Tra i due sussisteva probabilmente una parentela.
De Hondt sicuramente raggiunse alti livelli d'esecuzione al punto che le sue opere entrarono a far parte di collezioni importanti, come nel caso di Un accampamento con soldati che giocano a carte, oggi al Wellington Museum (Apsley House, Londra), il quale è stato marchiato con un giglio bianco sul retro, simbolo delle opere d'arte parte della collezione privata di Elisabetta Farnese.

## Opere

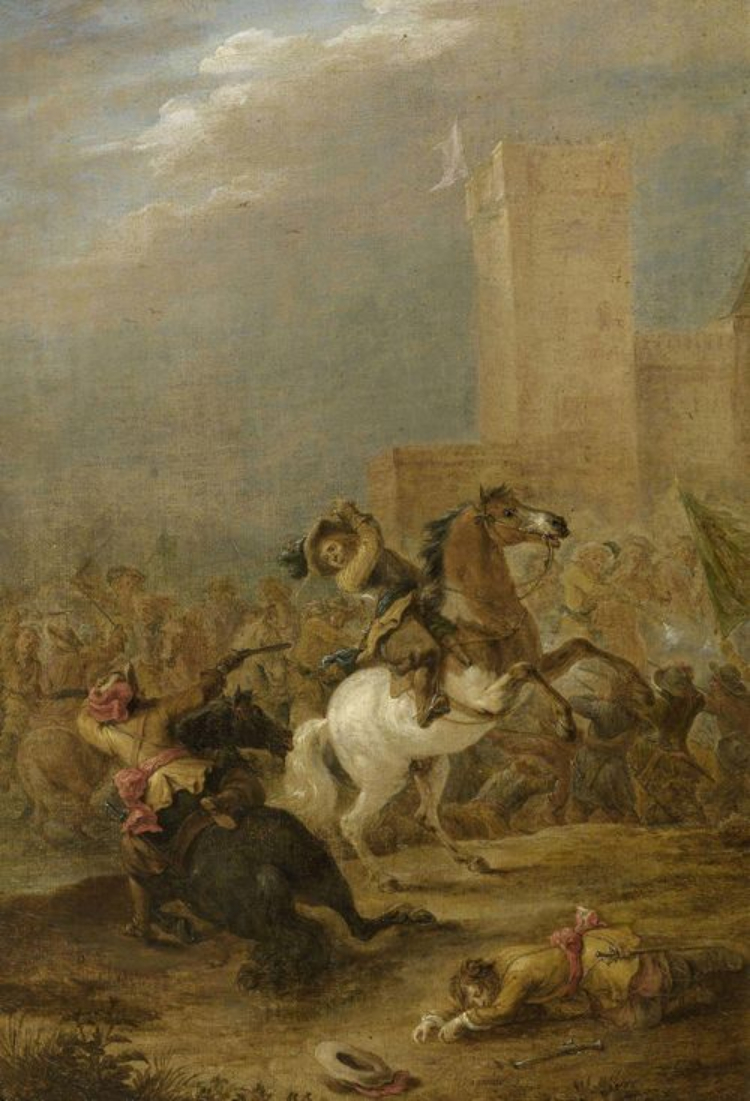
Scena di battaglia

La sua firma, indicata come L.D. HONDT compare su un gran numero di dipinti con accampamenti miliari, scene cavalleresche, battaglie e militari, dipinti che risentono dello stile di David Teniers il Giovane. Fu anche un grande specialista nella raffigurazione dei cavalli. Dipinse anche diverse scene di vita agreste (come ad esempio Il venditore di verdura), scene di caccia (come Una scena di caccia) e paesaggi.
Come era in uso all'epoca, collaborò occasionalmente con altri pittori. Lavorò con Willem van Herp nella produzione di paesaggi (dipinti da de Hondt) con figure (dipinte da van Herp) come Noè carica la sua famiglia e gli animali sull'arca, Orfeo delizia gli animali con la sua cetra, San Francesco e gli animali, ecc. Questi paesaggi sono perlopiù "paradisiaci" ovvero che prendono spunto dalle descrizioni del Paradiso fatte nella Genesi, con animali e pesci tratti probabilmente dalle opere che già furono di Jan Brueghel il Giovane che pure operò a Bruxelles alla corte dei viceré asburgici. Oltre a queste ispirazioni tra artisti, la passione per la raffigurazione di animali di de Hondt gli venne probabilmente dal fatto di essere nato ad Anversa, uno dei maggiori centri di beni e animali provenienti dall'Asia e dal Nuovo Mondo.
Spesso dipinse su rame, un supporto che gli offriva una superficie sufficientemente levigata da concedergli la possibilità di realizzare scene particolareggiate.
Sappiamo di lui che il 10 febbraio 1665 doveva essere già morto in quanto la vedova si risposò.